# Sarah Sjöström
Sarah Fredrika Sjöström (Rönninge, Salem, Comtat d'Estocolm, Suècia 17 d'agost de 1993) és una nedadora sueca. El 5 de juliol de 2014 va batre el rècord mundial de dones en 50 metres papallona. El 22 de març de 2008, a l'edat de 14 anys, es va endur la medalla d'or en 100 m papallona femení en els Campionats d'Europa de Natació 2008 a Eindhoven, Holanda. Ella va cronometrar 58,44 segons. A les semifinals el dia abans, va establir un nou rècord nacional amb 58,38 segons, trencant un de vell d'Anna-Karin Kammerling (58,71 segons).
El 26 de juliol de 2009 al Campionat Mundial de Natació a Roma va establir un rècord mundial en les semifinals amb un temps de 56.44, superant el record de nou anys de Inge de Bruijn. L'endemà, a la final de 100 m papallona femení, va guanyar la medalla d'or i va millorar el seu rècord mundial a 56.06.
Als Campionats Aquàtics d'Europa 2010 a Budapest, Hongria, va defensar la seva medalla d'or de 2008 en guanyar 100 m estil papallona de les dones. Els Campionats Aquàtics d'Europa és un esdeveniment biennal i, per tant, no va tenir lloc el 2009.)
Al Campionat Europeu de Natació de piscina curta a Herning, Sjöström va guanyar quatre medalles individuals i dues d'equip.
Als Campionats Mundials a Kazan el 2015 va triomfar a dos vegades a les distàncies de papallona. A 100 metres va superar el rècord mundial dos vegades.